# Ouricuri
Ouricuri é um município brasileiro do estado de Pernambuco. Localizado no sertão pernambucano, ocupa uma área de 2.381,570 km² e representa 2,25% do Estado de Pernambuco. A sede do município tem uma altitude aproximada de 451 metros e coordenadas geográficas de 07°52'57 de latitude sul e 40°04'54 de longitude oeste, distando 617 quilômetros da capital, Recife. O município possui uma malha rodoviária privilegiada, sendo cortado pelas rodovias federais BR-316 e BR-122, e das rodovias estaduais PE 590, PE 615 e PE 630 ocupando posição central e de destaque na Região de Desenvolvimento do Araripe.
Atualmente, Ouricuri abastece pelo menos outras oito cidades da região (composta de 10 municípios) em bens e serviços, sendo sede de importantes instituições governamentais, bancárias e fiscais, e atraindo centenas de pessoas todos os dias. Devido sua localização estratégica na região do Araripe (Ficando aproximadamente 60 km de todos os municípios da Região), Ouricuri é um Polo de desenvolvimento Regional, onde várias empresas se instalam devido a logística da cidade. O município é formado pelos distritos Sede (Ouricuri) e Barra de São Pedro e pelos povoados de Santa Rita, Extrema, Cara Branca, Jacaré, Jatobá, Vidéu, Lopes, Agrovila Nova Esperança, Juá e Passagem de Pedras.

## História
Toda a região do atual sertão nordestino era ocupada, até a chegada dos europeus no século XVI, por povos indígenas não tupis, os chamados tapuias. Ao longo de todo o período colonial, esses povos foram sendo exterminados através de doenças novas trazidas pelos europeus, guerras, escravização e aldeamentos missionários.
Os primeiros registros sobre a região datam do século XIX, mencionando uma extensa fazenda de gado de propriedade de dona Brígida Alencar. Partes desta fazenda foram vendidas ao casal João Goulart. Este casal fixou residência em uma região onde o pasto era mais abundante para o gado e denominaram esta região de Aricuri.
Em 1839, o juiz da Comarca de Boa Vista, Alexandre Bernardino Pires, fixou residência na região, fugindo de um surto de malária (doença esta chamada popularmente de "carneirada"). Em 5 de abril de 1841, o padre Francisco Pedro da Silva, oriundo da cidade de Sousa, no estado da Paraíba, comprou terras de dona Brígida a fim de erguer uma capela em homenagem a São Sebastião. Ao transferir a propriedade, o padre mudou o nome para Ouricuri, nome de uma palmeira. Assim, o desenvolvimento do povoado ocorreu pelas atividades agropecuárias e em torno da capela.
Em 30 de abril de 1844, foi criado o distrito, que foi elevado à categoria de vila em 1849. Em 1893, tornou-se município autônomo. Em 14 de maio de 1903, foi elevado à categoria de cidade.

## Geografia

### Limites
- Norte: Bodocó, Ipubi
- Sul: Santa Cruz, Santa Filomena
- Oeste: Trindade, Araripina e Curral Novo do Piauí estado do Piauí
- Leste: Parnamirim e Bodocó

### Hidrografia
O município está inserido na bacia hidrográfica do Rio Brígida. Seus principais tributários são os riachos: do Poti, São Pedro, Jatobá, Conceição, do Mel, da Lagoa, do Pau d'Arco, Novo, de Campos, da Maniçoba, do Frade, das Pedras, do Angico, do Manuíno, de São João, Caracuí, do Piau, da Quixaba, do Pradicó, Gravatá, do Capim Grosso, do Papagaio, Comprido, do Vavá, Mão Direita, da Lajinha, do Tapuio, do Junco, das Lajes, Cova do Anjo, da Urtiga, Serrote e Poço do Curral. Os principais corpos de acumulação são os açudes: Tanque, São Bento e Tamboril, além das lagoas dos Cavalos, do Desterro, do Rocha, Comprida, do Meio, do Pau em  Pé, do Tatu e do Serrote. Todos os cursos d'água do município têm regime de escoamento intermitente e o padrão de drenagem é o dendrítico.

### Clima
O clima é semiárido, do tipo Bsh. As chuvas são mal distribuídas ao longo do ano e costumam ocorrer de dezembro a abril, sendo março o mês mais chuvoso. O verão, é relativamente quente e úmido sendo a estação mais chuvosa, com máximas de 31 à 33 °C e mínimas de 22 °C. O outono é uma estação de transição com chuvas abundantes em março e abril e garoas nas manhãs de maio e junho, esta estação possui temperaturas amenas com máximas de 29 à 31 °C e mínimas entre 20 °C e 21 °C.
O inverno é uma estação seca e fria sobretudo em junho e julho com máximas de 29 à 31 °C e mínimas entre 19 °C e 20 °C, alcançando a 15 °C ou menos nas manhãs mais frias, a primavera é uma estação ainda mais seca que o inverno e marcada pelas mais altas temperaturas do ano, com máximas de 33 à 34 °C, podendo alcançar 37º ou mais nos dias mais quentes especialmente em outubro e novembro e  mínimas entre 21 e 23 °C, nesta estação são registradas dias consecutivos com baixa umidade do ar, sobretudo em outubro.
Segundo dados do Instituto Nacional de Meteorologia (INMET), desde outubro de 1975 a menor temperatura registrada em Ouricuri foi de 12,4 °C em 26 de julho de 1979 e a maior atingiu 39,4 °C em 13 de novembro de 2015 e 23 de novembro de 2023. O maior acumulado de precipitação registrado em 24 horas foi de 153,7 mm em 28 de novembro de 2005. Outros grandes acumulados foram 126 mm em 31 de dezembro de 2001. Outros grandes acumulados foram 119 mm em 5 de dezembro de 2005, 111,6 mm em 17 de janeiro de 2005, 109,1 mm em 6 de janeiro de 2002 e 109 mm em 23 de março de 2008.
| Dados climatológicos para Ouricuri | Dados climatológicos para Ouricuri | Dados climatológicos para Ouricuri | Dados climatológicos para Ouricuri | Dados climatológicos para Ouricuri | Dados climatológicos para Ouricuri | Dados climatológicos para Ouricuri | Dados climatológicos para Ouricuri | Dados climatológicos para Ouricuri | Dados climatológicos para Ouricuri | Dados climatológicos para Ouricuri | Dados climatológicos para Ouricuri | Dados climatológicos para Ouricuri | Dados climatológicos para Ouricuri |
| Mês | Jan                                | Fev                                | Mar                                | Abr                                | Mai                                | Jun                                | Jul                                | Ago                                | Set                                | Out                                | Nov                                | Dez                                | Ano                                |
| --- | ---------------------------------- | ---------------------------------- | ---------------------------------- | ---------------------------------- | ---------------------------------- | ---------------------------------- | ---------------------------------- | ---------------------------------- | ---------------------------------- | ---------------------------------- | ---------------------------------- | ---------------------------------- | ---------------------------------- |
| Temperatura máxima recorde (°C) | 38,3                               | 38                                 | 38                                 | 36,9                               | 37                                 | 34,9                               | 35,6                               | 37,5                               | 39,3                               | 39,2                               | 39,4                               | 38,7                               | 39,4                               |
| Temperatura máxima média (°C) | 32,5                               | 31,7                               | 31,6                               | 30,9                               | 30,7                               | 29,8                               | 29,7                               | 31                                 | 32,9                               | 34,4                               | 34,5                               | 33,7                               | 32                                 |
| Temperatura média compensada (°C) | 26,8                               | 26,3                               | 26,1                               | 25,6                               | 25,3                               | 24,3                               | 23,8                               | 24,7                               | 26,4                               | 28                                 | 28,4                               | 27,9                               | 26,1                               |
| Temperatura mínima média (°C) | 22,5                               | 22,1                               | 22,2                               | 21,7                               | 21,1                               | 20                                 | 19,3                               | 19,5                               | 20,7                               | 22,2                               | 23                                 | 23                                 | 21,4                               |
| Temperatura mínima recorde (°C) | 17,1                               | 17,3                               | 16,9                               | 14,8                               | 14,7                               | 13,2                               | 12,4                               | 13,5                               | 15,7                               | 16,8                               | 18                                 | 17,5                               | 12,4                               |
| Precipitação (mm) | 95,1                               | 103,4                              | 135,6                              | 83,3                               | 41,3                               | 8,6                                | 11,8                               | 3,9                                | 2,6                                | 14,1                               | 31,5                               | 76,8                               | 608                                |
| Dias com precipitação (≥ 1 mm) | 7                                  | 7                                  | 9                                  | 7                                  | 4                                  | 3                                  | 3                                  | 1                                  | 0                                  | 1                                  | 3                                  | 5                                  | 50                                 |
| Umidade relativa compensada (%) | 67,9                               | 73,2                               | 75,4                               | 76,2                               | 70,3                               | 66                                 | 63                                 | 56,2                               | 49,3                               | 48,2                               | 51,7                               | 57,9                               | 62,9                               |
| Insolação (h) | 215,3                              | 183,7                              | 208,6                              | 204,8                              | 199,4                              | 191,4                              | 204,9                              | 255,3                              | 264,7                              | 286,8                              | 258,2                              | 249                                | 2 722,1                            |
| Fonte: INMET (precipitação e insolação: normal climatológica de 1991-2020; umidade: 1981-2010; recordes de temperatura: 01/10/1975-presente) e Atlas Climatológico do Estado de Pernambuco (médias de temperatura: 1991-2020) |                                    |                                    |                                    |                                    |                                    |                                    |                                    |                                    |                                    |                                    |                                    |                                    |                                    |

### Relevo
Ouricuri situa-se na unidade dos Maciços e Serras Baixas, com altitudes entre 300 a 800 metros. Os maciços constituem-se em relevo pouco acidentado e em solos de alta fertilidade.
Essa unidade ocupa área expressiva nos Estados do Ceará, Pernambuco, Paraíba e Rio Grande do Norte. É formada por maciços imponentes, que se caracterizam por relevo pouco acidentado, com solos de alta fertilidade, os quais são bastante aproveitados nas partes mais acessíveis do relevo.

### Vegetação e solo
A vegetação é composta por floresta caducifólia e caatinga hipoxerófila. Nos Topos e Vertentes de Relevos Ondulados, ocorrem os solos Brunizens, pouco profundos, bem drenados, textura argilosa e fertilidade natural alta. Nos Topos e Vertentes de Relevos Fortes Ondulados e Montanhosos, ocorrem os solos Litólicos, rasos, pedregosos, ácidos e de fertilidade natural média. Nos Fundos de Vales Estreitos, ocorrem os solos aluviais, profundos, moderadamente drenados e com fertilidade natural alta.

## Topônimo
O topônimo "Ouricuri" provém da denominação popular da palmeira Syagrus coronata, nativa da região Nordeste do Brasil.